# تومي تومسون (طابع حروف)
تومي تومسون (بالإنجليزية: Tommy Thompson)‏ هو طابع حروف ‏ أمريكي، ولد في 1906 في بلو بوينت في الولايات المتحدة، وتوفي في 1967 في نيويورك في الولايات المتحدة.